# SBK-09: Superbike World Championship
SBK-09: Superbike World Championship è un videogioco di motociclismo sviluppato dalla Milestone S.r.l. e pubblicato dalla Black Bean Games nel 2009 per PlayStation 2, PlayStation 3, PlayStation Portable, Windows, e Xbox 360.

## Accoglienza
SBK-09 ha ricevuto diverse recensioni; Metacritic gli ha assegnato una valutazione media del 71% su PS3 e del 70% su Xbox 360.
IT Reviews ha premiato l'accessibilità del gioco e l'attrattiva tanto per i novizi quanto per i più accaniti fan del genere.
Xbox World 360 magazine ha commentato che SBK-09 si è rivelato "Sorprendente - a patto che non ci si aspettasse una pesante evoluzione rispetto al gioco dell'ultimo anno".